# René Durand

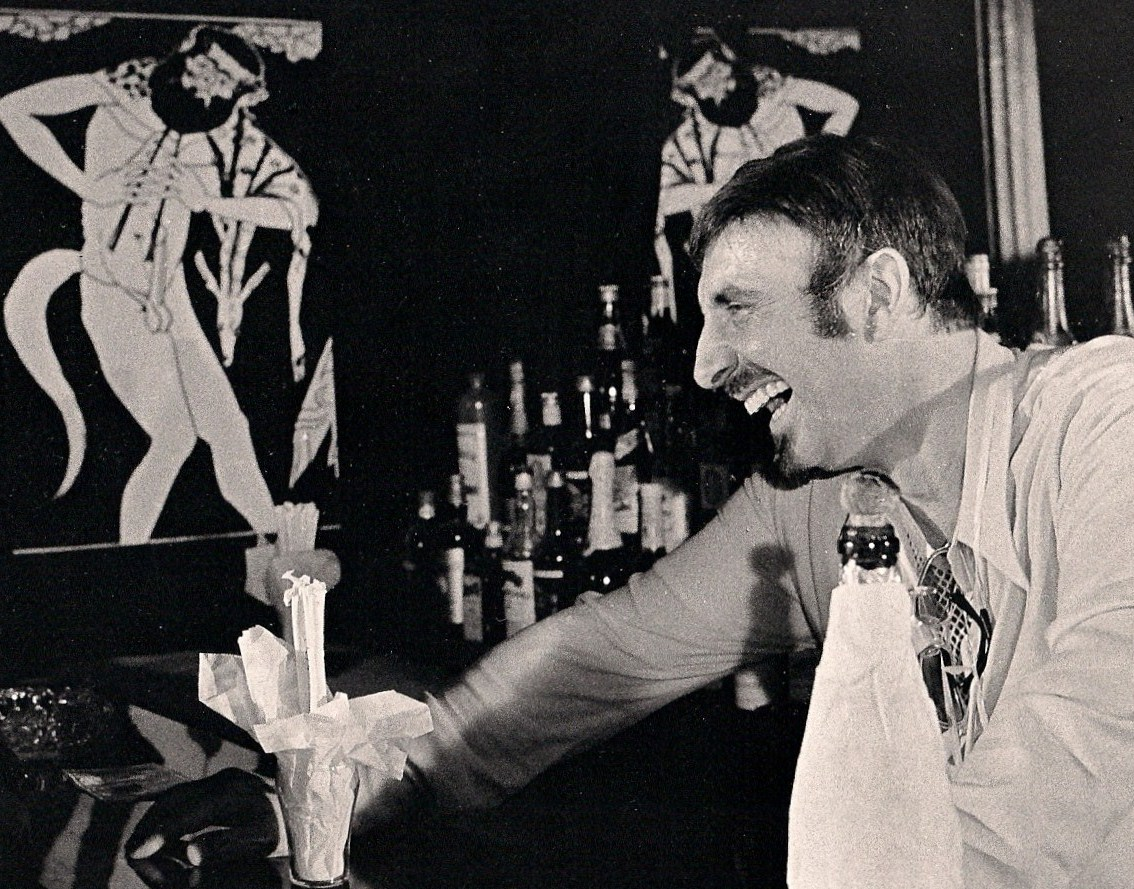
René Durand (1971)

René Durand (* 13. Juni 1927 in Lyon; † 17. Januar 2013 in Hamburg) war ein französischer Theaterleiter und Schauspieler.

## Leben
René Durand kam als Sohn eines Theaterdirektors und einer Opernsängerin zur Welt. 15-jährig wurde er 1942 bei dem Versuch, jüdische Bürger über die Grenze in die Schweiz zu schleusen, von der Gestapo verhaftet und interniert. Durand überlebte die Konzentrationslager Buchenwald und Flossenbürg und kehrte nach Kriegsende in sein Heimatland zurück.
In Paris arbeitete er zunächst als Zuhälter, ehe er Reisen in verschiedene europäische und außereuropäische Länder unternahm und unterschiedlichen Tätigkeiten nachging, beispielsweise im Kohlebergbau, als Aktmodell oder Straßenmusikant. Nachdem er in Stockholm einen Jazzclub geleitet hatte, kam Durand in den 1960er-Jahren nach Hamburg und gründete im Amüsierviertel St. Pauli das Erotik-Theater Salambo, das seinen Sitz zunächst in der Großen Freiheit 11, später in den Räumen des ehemaligen Star-Clubs in der Großen Freiheit 39 hatte und für seine freizügigen Bühnenshows bekannt wurde. 1983 brannte das Theater aufgrund von Brandstiftung ab, wurde von Durand aber wiedereröffnet, bis es 1997 endgültig schließen musste.
Mit Beginn der 1970er-Jahre wirkte Durand in verschiedenen Filmproduktionen mit, die überwiegend im Milieu der Reeperbahn spielten.
Nach Schließung des Salambo lebte Durand abwechselnd in Marokko und Deutschland. Er erkrankte an Krebs, erlitt Herzinfarkte und einen Schlaganfall und wurde von dem Fotografen Günter Zint in dessen Haus gepflegt.  Durand verstarb 85-jährig im Hamburger UKE und fand seine letzte Ruhestätte auf dem Friedhof Ohlsdorf. Die Trauerrede hielt Kalle Schwensen.

## Filmografie
- 1970: Unter den Dächern von St. Pauli
- 1971: Jürgen Roland’s St. Pauli-Report
- 1971: St. Pauli Nachrichten: Thema Nr. 1
- 1974: Dorotheas Rache
- 1980: Gibbi Westgermany
- 1983: Pankow '95
- 1986: Sarah
- 1993: Großstadtrevier – Oh, du fröhliche
- 2008: Le négociateur (3 Folgen)